# IC 3993
IC 3993 ist eine Balken-Spiralgalaxie vom Hubble-Typ SBcd im Sternbild Jagdhunde am Nordsternhimmel. Sie ist schätzungsweise 882 Millionen Lichtjahre von der Milchstraße entfernt und hat einen Durchmesser von etwa 75.000 Lj.
Im selben Himmelsareal befinden sich u. a. die Galaxien IC 3928, IC 4018, IC 4035, IC 4060.
Das Objekt wurde am 21. März 1903 von Max Wolf entdeckt.